# Frente Amplio (Brasil)
El Frente Amplio fue un grupo político auspiciado por Carlos Lacerda y sus antiguos adversarios, Juscelino Kubitschek y João Goulart, contra el Régimen Militar de Brasil, creado a partir del año 1966.

## Creación
Las conversaciones entre Carlos Lacerda y Juscelino Kubitschek, exiliado en Lisboa, fueron mediadas por Renato Archer, diputado del MDB, y antes del PSD; las conversaciones con Goulart, fueron auspiciadas por Doutel de Andrade, del MDB, y antes del PTB.
Los militares más radicales amenazaron con retirar el apoyo a Lacerda si este insistía en las conversaciones con los llamados enemigos del régimen. A pesar de todo, el 28 de octubre de 1966, el Frente Amplio fue lanzado con un manifiesto, firmado solamente por Lacerda y publicado en su antiguo periódico, Tribuna da Imprensa. El manifiesto planteaba elecciones directas, reforma partidaria, desarrollo económico y adopción de una política exterior soberana. El manifiesto tuvo buena aceptación por parte del Movimiento Democrático Brasileño (MDB).

### Declaración de Lisboa
El día 19 de noviembre de 1966, Lacerda y Juscelino Kubitschek emitieron la Declaración de Lisboa, donde afirmaban la intención de trabajar juntos en un frente amplio de oposición. Se comprometieron con la orientación política del manifiesto de 28 de octubre y llamaron al pueblo a participar en la formación de un gran partido popular. Lacerda pasó entonces a buscar la comprensión del expresidente Goulart y de los sectores más a la izquierda del MDB, la llamada "corriente ideológica", cercana al Partido Comunista de Brasil (PCB), ilegal. El PCB se dividió en dos: un grupo -minoritario- era favorable al acuerdo; el otro, creía que Lacerda sería el único beneficiado, ya que Juscelino Kubitschek y João Goulart estaban exiliados.
Ya en 1967, a través de los ministros Magalhães Pinto y Hélio Beltrão, pasaron a intentar convencer a Lacerda de abandonar sus posiciones y colaborar con el gobierno. Con el rechazo de Lacerda y sus críticas públicas al gobierno, en agosto el ministro de Justicia Luís Antônio de la Gamma e Silva prohibió la presencia de Lacerda en la televisión.
El 1 de septiembre, se decidió que el Frente Amplio sería dirigido solamente por parlamentarios y elementos conectados a la Iglesia y que serían enviados emisarios para movilizar la opinión pública en torno a los ideales del Frente Amplio. El día 2 de septiembre, sin embargo, de los 133 parlamentarios de la oposición partidarios del Frente Amplio, 120 rechazaron colaborar por desconfiar de las intenciones de Lacerda, que parecía solo estar preocupado por su candidatura a la presidencia.

### Nota conjunta
El día 24 de septiembre Lacerda viajó hacia Uruguay y el día 25 se encontró y divulgó nota conjunta con Goulart, defendiendo el Frente Amplio. En el encuentro estuvo presente Renato Archer, como representante de Juscelino Kubitschek. El acuerdo con Goulart irritó a los militares, que decidieron retirar el apoyo a Lacerda. También irritó a Brizola, exiliado en Uruguay, que emitió una nota condenando vehementemente la actitud de João Goulart. Lacerda declaró entonces: "Hoy está comprobado que Jango no es un hombre del Partido Comunista ni yo de Estados Unidos". El acuerdo también tuvo oposición de la familia de Getúlio Vargas.
El Frente Amplio comenzó a aproximarse al movimiento estudiantil y sindical, enfatizando la lucha contra la política salarial. Promovió comicios en Andrés el Apóstol, en diciembre, que se convirtieron en la mayor manifestación obrera de Brasil hasta entonces, y en Maringá, en abril de 1968, reuniendo a más de 15.000 personas, con apoyo del movimiento estudiantil.

## Prohibición
El 5 de abril de 1968, el Frente Amplio fue definitivamente proscrito a través del decreto (Portaría) n.º 177 del Ministerio de Justicia. Posteriormente, tras la publicación del AI-5, Carlos Lacerda tuvo sus derechos políticos suspendidos durante 10 años, desde el 31 de diciembre de 1968.